# Rozlutowywanie

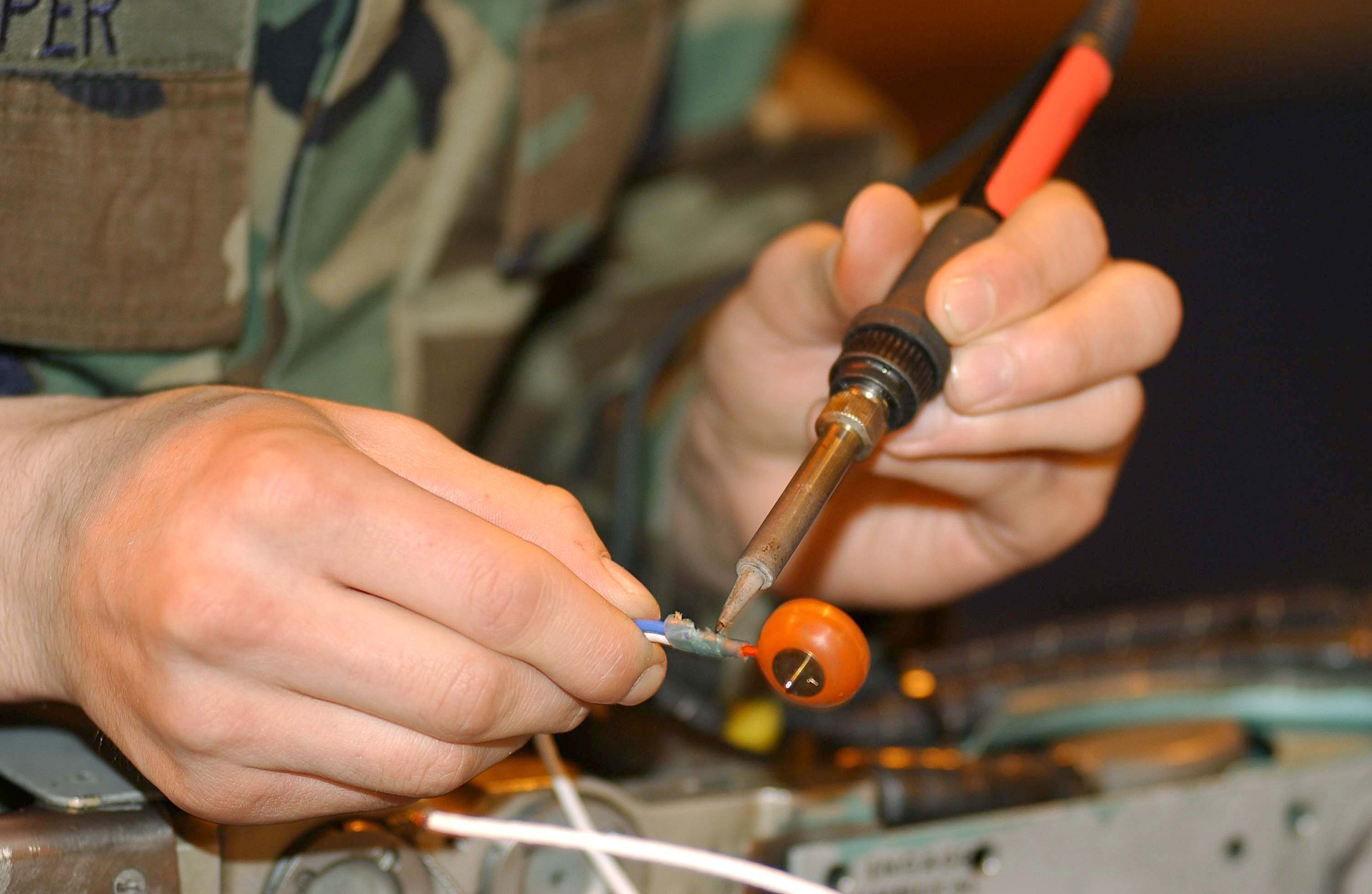
Rozłączanie zlutowanych elementów elektronicznych (przewodu od włącznika) za pomocą lutownicy.

Rozlutowywanie (także: wylutowywanie, odlutowywanie) – rozłączanie elementów lutowanych, proces odwrotny do lutowania.
Rozlutowywanie zlutowanych elementów jest zwykle konieczne w przypadku napraw lub wymiany elementów lutowanych. Jest to przeważnie jedna z niezbędnych czynności przy naprawie sprzętu elektronicznego lub elektrycznego.
Do rozlutowywania używa się rozlutownic lub lutownic (zwykle w parze z odsysaczem do cyny). Do usuwania nadmiaru cyny można także użyć lutownicy i taśmy do rozlutowania. Taśma rozlutowująca wykonana z cienkich drucików miedzianych jest zwilżana przez roztopione lutowie, które rozpływa się w taśmie na zasadzie włoskowatości.
W przypadku gdy rozlutowywane elementy są kłopotliwe przy rozłączaniu i zachodzi obawa ich uszkodzenia (np. układ scalony o kilkuset końcówkach) lub uszkodzenia obwodu drukowanego, stosuje się do tego specjalne oprzyrządowanie.

Metody rozlutowywania
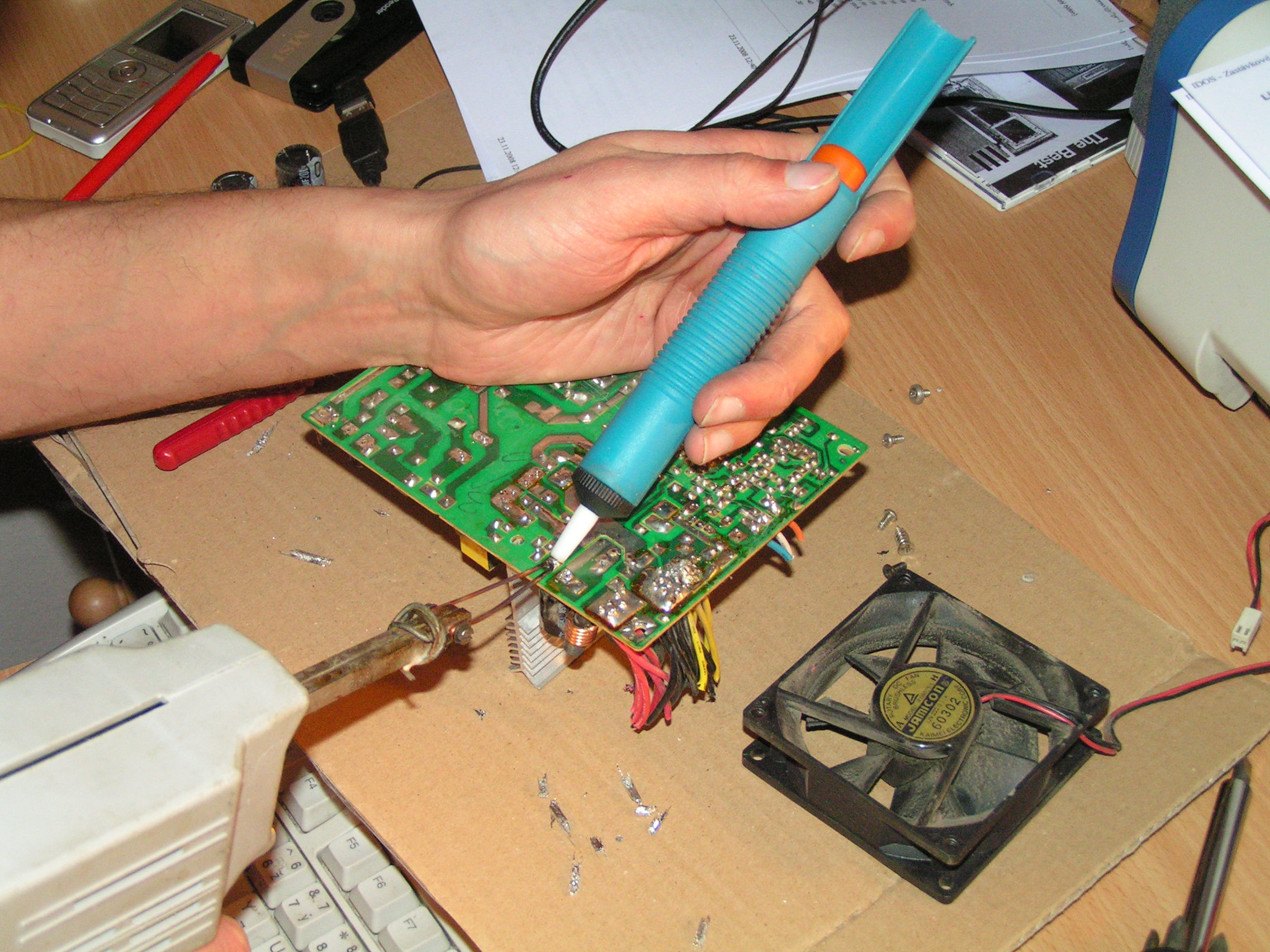
Odsysanie roztopionego lutu za pomocą pompki lutowniczej
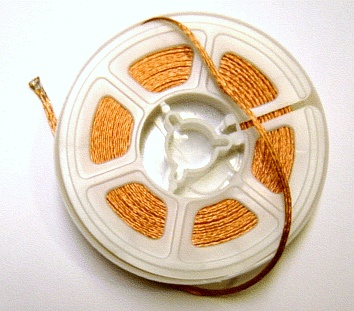
Taśma do usuwania nadmiaru cyny
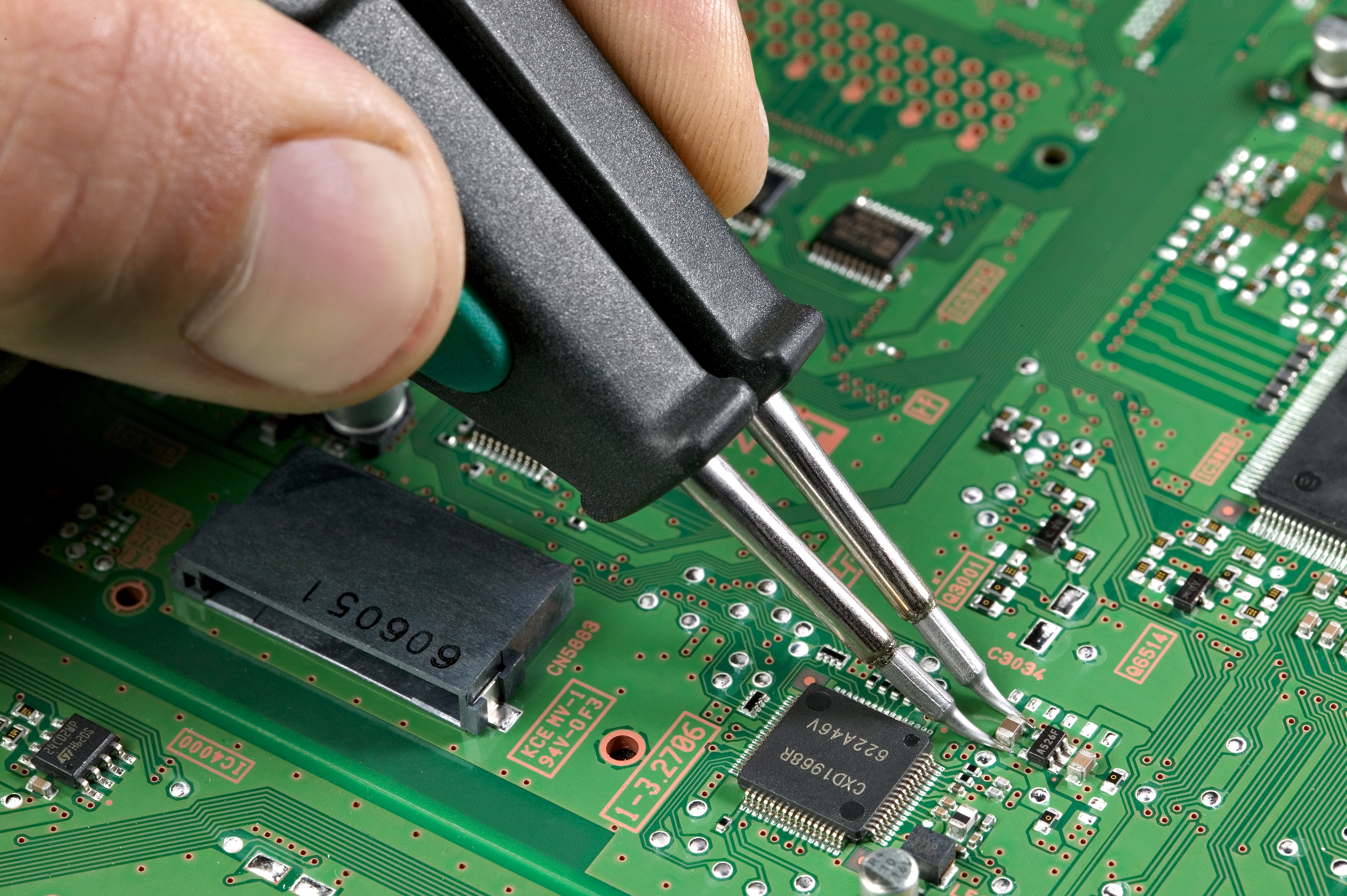
Wylutowywanie za pomocą lutownicy pincetowej
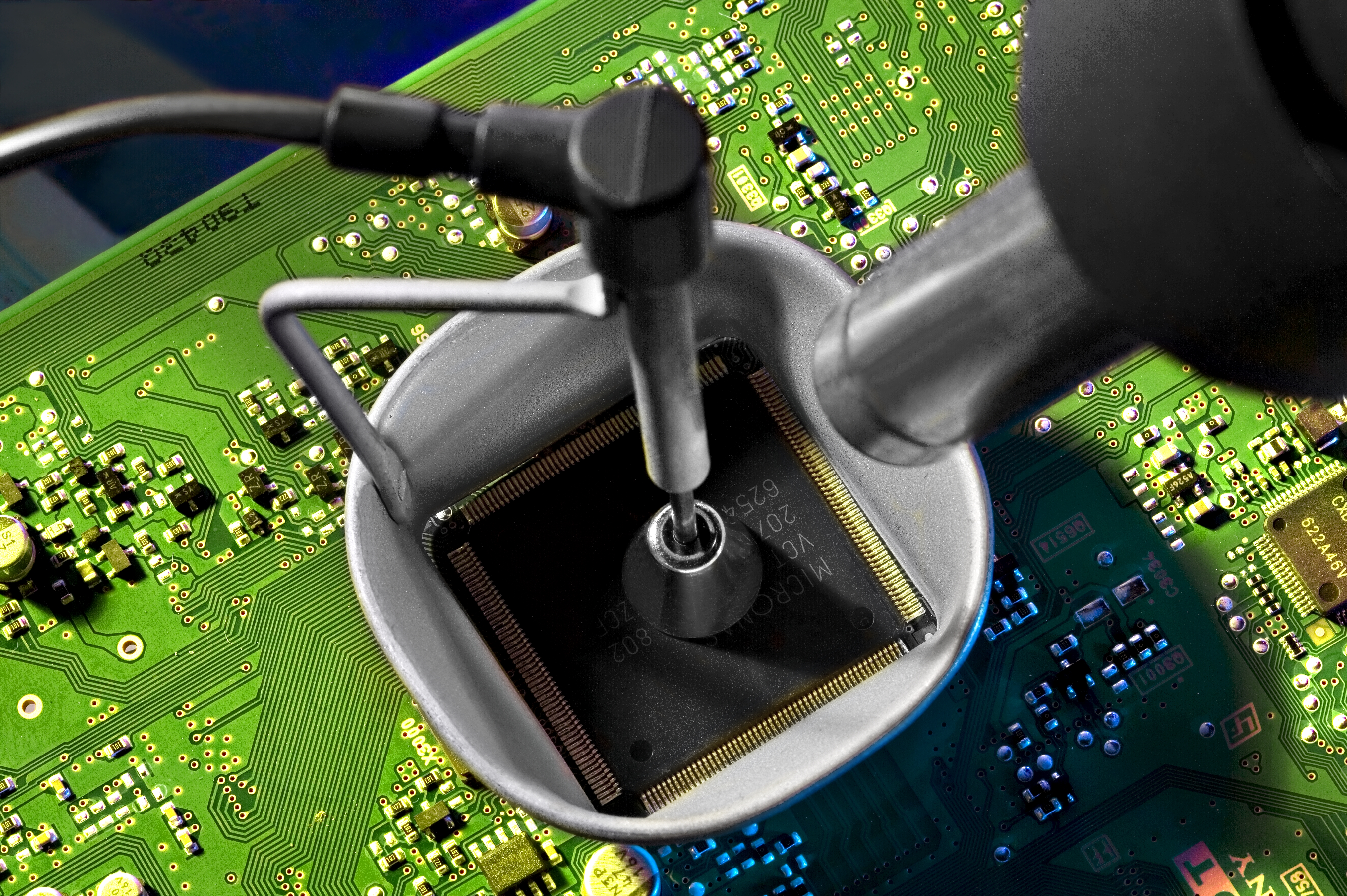
Wylutowywanie układu scalonego za pomocą nadmuchu gorącego powietrza